# 多々野昌稀
多々野 昌稀（ただの まさき）は、日本のAV女優。
身長:156cm。スリーサイズ:B83(C)・W58・H86cm。

## 略歴・人物
2006年にデビューした熟女系AV女優である。

## 出演作品

### アダルトビデオ
2006年
- Ero Celebrity 淫乱セレブ （7月20日、タカラ映像）
- 若妻羞恥旅行 第5章（9月15日、ジャネス） ※「多々野晶稀」名義
- 喪服妻くすぐり地獄（10月19日、タカラ映像） ※「多々野晶稀」名義
- 人妻の情事 5 夫以外の男に中出しされた妻たち（12月10日、隼エージェンシー）「多々野晶稀」名義

2007年
- 友人の姉（2月13日、溜池ゴロー） ※「多々野晶稀」名義
- 人妻が裸エプロンで顔面騎乗（3月2日、映天） ※「多々野晶稀」名義
- 感じちゃった僕。 ［特別編］（4月25日、アロマ企画）
- 顔騎自慰 With Ass Jazz!! （7月6日、十色）※「多々野晶希」名義
- 痴戯人妻 おんな汁4時間したたり堕ちて…。 （12月25日、アリウス）

2008年
- 人妻の履歴書 第3章 凍りつく10人の人妻たち（2月9日、隼エージェンシー）※「多々野晶稀」名義

2009年
- 団地妻 極上ソープ（3月19日、GLAY'z）※「多々野晶稀」名義
- 羞恥熟女 〜公衆の場での破廉恥行為に膣を濡らす女たち〜 （4月5日、未来・フューチャー）
- 人妻と温泉に泊まろう!（4月19日、スタイルアート）※「多々野まさき」名義